# Barnum's American Museum
Il Barnum's American Museum era un museo di Manhattan fondato da P. T. Barnum nel 1842 e rimasto in funzione fino al 1865.

## Storia
Nel 1841 Barnum acquistò l'edificio e la collezione del Scudder's American Museum e, dopo aver riconvertito gli interni e gli esterni del palazzo, lo riaprì al pubblico il 1º gennaio 1842. A metà tra uno zoo, un acquario, un teatro, un freak show e un museo delle cere, l'American Museum annoverava tra le sue sale gli oggetti più disparati, da il tronco dell'albero sotto cui si sarebbe seduti gli apostoli di Gesù a una sirena delle Figi (il torso mummificato di una scimmia a cui era stata attaccata la coda di un pesce), vantando anche esibizioni dal vero di artisti quali ventriloqui e fenomeni da baraccone (inclusi Chang ed Eng Bunker), oltre alla presenza di animali rari e esotici come tigri e beluga.